# Сапта-бадри
Сапта-бадри (санскр. सप्त-बद्री) — группа из семи священных индуистских храмов, посвященных Вишну и расположенных в Гималаях Гархвала в индийском штате Уттаракханд. Самым главным из них является храм Бадринатха, расположенный на высоте в 3133 метра. Другие шесть храмов, это Ади-бадри, Вридха-бадри, Дхьяна-бадри, Ардха-бадри, Бхавишья-бадри и Йогадхаяна-бадри. Часто также выделяется группа из пяти храмов, Панч-бадри. В неё входят все вышеупомянутые храмы за исключением Ардха-бадри и Дхьяна-бадри (или Вридха-бадри). Иногда, в группу из семи или пяти храмов включают Нарасимха-бадри.